# Orlando City Soccer Club
L'Orlando City Soccer Club, noto semplicemente come Orlando City, è una società calcistica statunitense con sede nella città di Orlando (Florida). Fondato nel 2010, il club partecipa dal 2015 alla Major League Soccer (MLS), il principale campionato di calcio nordamericano.

## Storia

### USL Professional Division (2010-2015)
Nell'ottobre 2010 i diritti della franchigia degli Orlando Pro Soccer vennero acquistati da Phil Rawlins, un uomo d'affari inglese facente parte del consiglio di amministrazione del club di Premier League dello Stoke City. Rawlins, già proprietario degli Austin Aztex FC, spostò quest'ultima squadra ad Orlando a fine 2010, annunciando la volontà di portare la squadra nella Major League Soccer nel giro di 3-5 anni. La società scelse come nuovo nome quello di Orlando City Soccer Club.
Rawlins decise di non sfasciare completamente quello che era stato costruito con gli Aztex, infatti ha mantenuto come allenatore Adrian Heath e non ha apportato grosse modifiche alla rosa.

### Major League Soccer (2015-presente)
Il campionato dell'Orlando City inizia con l'incontro casalingo contro l'altra nuova franchigia della Mls, NYCFC. La partita termina 1-1, dopo essere passati in svantaggio, nei minuti di recupero del secondo tempo, Kaká, calciando una punizione, pareggia i conti, grazie anche a una deviazione della barriera. La prima vittoria dell'Orlando City avviene nel secondo incontro, il 13 marzo 2015, grazie allo 0-1 rifilato ai Texani del Houston Dynamo.
Il 7 settembre 2022 la squadra vince, per la prima volta, la coppa nazionale, battendo in finale il Sacramento Republic.

## Colori e simboli
Lo stemma presenta uno scudo di colore viola con una testa di leone di colore giallo scuro è la scritta di colore bianco Orlando City, il vecchio logo aveva tre teste di leoni ruggenti al centro di uno scudo dallo sfondo viola.

### Mascotte
La mascotte ufficiale della società è Kingston, un pupazzo a forma di leone con indosso una maglia viola, il suo colore preferito.

## Strutture
Il club gioca le partite casalinghe al Citrus Bowl. La città di Orlando sta costruendo uno stadio specifico per il calcio denominato Orlando City Stadium e situato nel centro della città, il quale dovrebbe essere pronto per aprile 2016 per un costo di circa 84 milioni di dollari.

## Palmarès

### Competizioni nazionali
- Lamar Hunt U.S. Open Cup: 1

2022
- United Soccer Leagues Professional Division: 2

2011, 2013
- Commissioner's Cup: 3

2011,   2012, 2014

## Statistiche e record
| Livello | Competizione              | Partecipazioni | Debutto | Ultima stagione |
| 1º      | Major League Soccer       | 10             | 2015    | 2024            |
| 3º      | USL Professional Division | 4              | 2011    | 2014            |

## Organico

### Rosa 2025
Aggiornata al 24 febbraio 2025.
| N. |                        | Ruolo | Calciatore            |
| -- | ---------------------- | ----- | --------------------- |
| 1  | Perù (bandiera)        | P     | Pedro Gallese         |
| 3  | Brasile (bandiera)     | D     | Rafael Santos         |
| 4  | Slovenia (bandiera)    | D     | David Brekalo         |
| 5  | Uruguay (bandiera)     | C     | César Araújo          |
| 6  | Svezia (bandiera)      | D     | Robin Jansson         |
| 7  | Argentina (bandiera)   | A     | Ramiro Enrique        |
| 9  | Colombia (bandiera)    | A     | Luis Muriel           |
| 10 | Argentina (bandiera)   | C     | Martín Ojeda          |
| 11 | Colombia (bandiera)    | C     | Nicolás Rodríguez     |
| 12 | Venezuela (bandiera)   | P     | Javier Otero          |
| 13 | Stati Uniti (bandiera) | A     | Duncan McGuire        |
| 15 | Argentina (bandiera)   | D     | Rodrigo Schlegel      |
| 16 | Perù (bandiera)        | C     | Wilder Cartagena      |
| 17 | Islanda (bandiera)     | C     | Dagur Dan Þórhallsson |

| N. |                        | Ruolo | Calciatore       |
| -- | ---------------------- | ----- | ---------------- |
| 20 | Colombia (bandiera)    | C     | Eduard Atuesta   |
| 23 | Ghana (bandiera)       | A     | Shakur Mohammed  |
| 24 | Stati Uniti (bandiera) | D     | Kyle Smith       |
| 25 | Stati Uniti (bandiera) | C     | Colin Guske      |
| 29 | Stati Uniti (bandiera) | D     | Tahir Reid-Brown |
| 30 | Stati Uniti (bandiera) | D     | Alex Freeman     |
| 34 | Giappone (bandiera)    | C     | Yutaro Tsukada   |
| 35 | Stati Uniti (bandiera) | C     | Joran Gerbet     |
| 68 | Stati Uniti (bandiera) | D     | Thomas Williams  |
| 77 | Colombia (bandiera)    | C     | Iván Angulo      |
| 87 | Croazia (bandiera)     | A     | Marco Pašalić    |
| 95 | Stati Uniti (bandiera) | C     | Favian Loyola    |
| 99 | Stati Uniti (bandiera) | P     | Carlos Mercado   |